# Samuel Smith (Politiker, vor 1780)
Samuel Smith (* vor 1780; † nach 1815) war ein US-amerikanischer Politiker. Zwischen 1805 und 1811 vertrat er den Bundesstaat Pennsylvania im US-Repräsentantenhaus.

## Werdegang
Die Lebensdaten von Samuel Smith sind nicht überliefert. Auch gibt es wenig Informationen zu seinem Leben jenseits der Politik. Zwischen 1803 und 1805 war er beisitzender Richter im Erie County in Pennsylvania. Politisch wurde er Mitglied der Ende der 1790er Jahre von Thomas Jefferson gegründeten Demokratisch-Republikanischen Partei.
Nach dem Rücktritt des Abgeordneten John Baptiste Charles Lucas wurde Smith bei der fälligen Nachwahl als dessen Nachfolger in das US-Repräsentantenhaus in Washington, D.C. gewählt, wo er am 7. November 1805 sein neues Mandat antrat. Nach zwei Wiederwahlen konnte er bis zum 3. März 1811 im Kongress verbleiben. Im Jahr 1810 wurde er nicht bestätigt. Nach dem Ende seiner Zeit im US-Repräsentantenhaus verliert sich die Spur von Samuel Smith wieder.